# Tagmersheim
Tagmersheim è un comune tedesco di 1 046 abitanti, situato nel land della Baviera.